# Городнее (Волынская область)
Го́роднее (укр. Городнє) — село в Любомльской городской общине Ковельского района Волынской области Украины.
До 2020 года входило в Любомльский район.
Код КОАТУУ — 0723382402. Население по переписи 2001 года составляет 713 человек. Почтовый индекс — 44327. Телефонный код — 3377. Занимает площадь 2,18 км².